# 312 v.Chr.

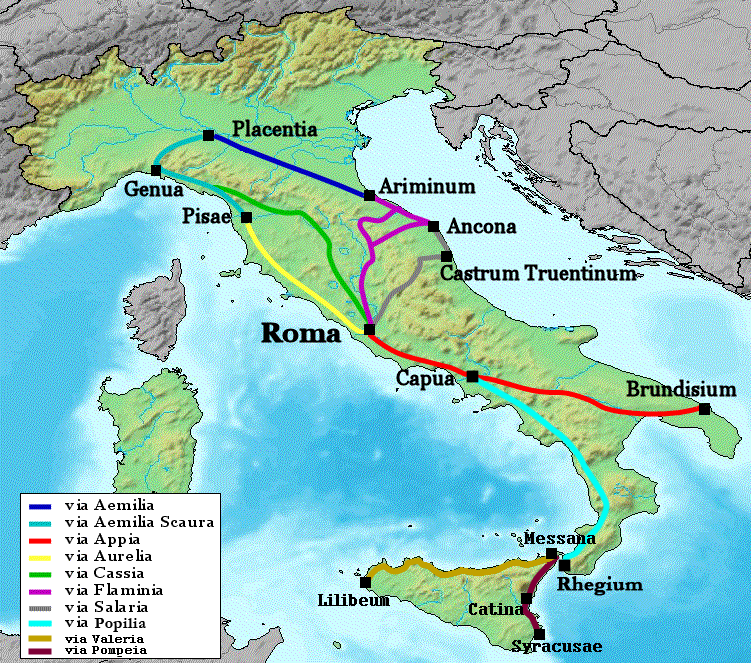
De Via Appia tijdens de Romeinse Republiek

Het jaar 312 v.Chr. is een jaartal volgens de christelijke jaartelling.

## Gebeurtenissen

### Hellenistische Rijk
- De Macedonische jaartelling begint in oktober 312 v.Chr. met als beginpunt de Slag bij Gaza, waarbij Seleucus I als generaal van de Egyptische diadoch Ptolemaeus I Soter de zoon van zijn rivaal Antigonos -Demetrios Poliorketes- verslaat. Deze kalender wordt aan het Macedonische hof en in Syrië gehanteerd.
- Slag bij Gaza: Ptolemaeus I en Seleucus I vallen met een expeditieleger Syrië binnen en verslaan Demetrius Poliorcetes. Tijdens de veldtocht wordt Palestina verovert.
- Seleucus I herovert Babylon en Demetrius Poliorcetes vlucht naar Tripoli in Fenicië.
- Seleucus I Nicator (312 - 281 v.Chr.) sticht het Seleucidenrijk en verovert alle satrapieën tot aan India.
- Er breekt een conflict uit over de karavaanroutes tussen de Grieken en de Nabateeërs.

### Italië
- Appius Claudius Caecus een voorstander van plebejische emancipatie, wordt in Rome benoemd tot censor en bezorgd vele plebejers een zetel in de senaat.
- Appius Claudius begint met de bouw van de naar hem genoemde Via Appia, de weg loopt van Rome naar Brindisium. Tevens laat hij het eerste aquaduct, de Aqua Appia, bouwen. De inwoners hebben voor het eerst toegang tot schoon drinkwater.